# ゴシカ
『ゴシカ』（Gothika）は、2003年公開のアメリカ映画。女子刑務所内の精神科病棟を舞台にしたホラー映画。
ダークキャッスル・エンタテインメント初の完全オリジナル作品でもある。

## ストーリー
臨床心理学者ミランダは、夫で医師のダグラスが管理官を務めるウッドワード女子刑務所内の精神科病棟で働いていた。ある夜、車で帰宅途中に謎の少女と鉢合せ、交通事故に遭ってしまう。目が覚めると自分が勤務している病棟に収容されていた。そこで彼女は、自分が夫のダグラスを斧で惨殺し、殺人容疑で逮捕されたと聞かされるのだが…。

## キャスト
※括弧内は日本語吹替
- ミランダ・グレイ - ハル・ベリー（本田貴子）

分析医。クロエとカウンセリングをする。
- ピート・グレアム - ロバート・ダウニー・Jr（横島亘）

主治医。
- クロエ・サバ - ペネロペ・クルス（高橋理恵子）

囚人。悪魔にレイプされたと話す。
- ダグラス・グレイ - チャールズ・S・ダットン（谷口節）

医師。ミランダの夫。死亡してしまい、ミランダに殺害されたということになっている。
- ボブ・ライアン - ジョン・キャロル・リンチ（稲葉実）

保安官。ダグラスの親友。
- フィル・パーソンズ - バーナード・ヒル（千田光男）

ミランダの同僚。自殺した娘がいる。
- テディ・ハワード - ドリアン・ヘアウッド

連邦保安官。
- アイリーン - ブロンウェン・マンテル

看護師。ミランダの担当の一人。
- レイチェル・パーソンズ - キャスリーン・マッキー（大原さやか）

フィルの娘。実は自殺していて既に亡くなっている。
- ターリントン - マシュー・G・テイラー
- ジョー - ミシェル・ペロン

職員。ミランダと親しい。
- トレイシー・シーヴァー - アンドレア・シェルドン

## スタッフ
- 監督：マチュー・カソヴィッツ
- 脚本：セバスチャン・グティエレス
- 製作：ロバート・ゼメキス、ジョエル・シルバー、スーザン・レヴィン、L・レヴィン
- 製作総指揮：ドン・カーモディ、スティーヴ・リチャーズ、ゲイリー・アンガー
- 共同製作：メリナ・ケヴォーキアン、リチャード・ミリッシュ
- 製作補：アダム・クーン
- 音楽：ジョン・オットマン
- 追加音楽：リオ・ロスナー （ノンクレジット）
- 主題歌：リンプ・ビズキット "Behind Blue Eyes"
- 撮影：マシュー・リバティーク
- 編集：ヤニック・ケルゴー
- プロダクションデザイン：グラハム・グレイス・ウォーカー
- 美術：イザベル・グアイ
- セット：マリー・クロード・ゴセリン
- 衣装：キム・バレット
- 特殊メイク：キャロライン・アクイン
- 特殊メイク制作：ライフメーカーInc.
- 特殊効果監修：ルイス・クレイグ
- 特殊効果：アンドレ・ラフォレ、マーティン・ウィリアムズ
- 視覚効果監修：ルイス・クレイグ、エリック・ヘンリー、ダニエル・コラジャコモ（3Dサイト）
- 視覚効果：スティーヴン・ファガーキスト、ジャスティン・ジョンソン、デレク・ラドベッター、カフェFX、3Dサイト、他
- 画コンテ：ジェフ・イシャーウッド
- コンセプトイラスト：フィル・シアラー
- 追加シーン監督：トム・オリファント
- キャスティング：マーシル・リロフ

## 豆知識
- タイトルの「ゴシカ」とは「ゴシック」の意。
- 撮影中にハル・ベリーが腕を骨折した。